# Frières-Faillouël
Frières-Faillouël är en kommun i departementet Aisne i regionen Hauts-de-France i norra Frankrike. Kommunen ligger  i kantonen Chauny som ligger i arrondissementet Laon. År 2022 hade Frières-Faillouël 976 invånare.

## Befolkningsutveckling
Antalet invånare i kommunen Frières-Faillouël
Referens: INSEE